# Kapaoria flavomaculata
Kapaoria flavomaculata är en insektsart som först beskrevs av Willemse, C. 1955.  Kapaoria flavomaculata ingår i släktet Kapaoria och familjen Pyrgomorphidae. Inga underarter finns listade i Catalogue of Life.